# Тім'яна кістка
Тім'яна́ кістка (лат. os parietale) — парна кістка мозкового черепа. Має вигляд чотирикутної пластинки, посередині кістка має тім'яний горб (tuber parietale). Між тім'яними горбами міряють ширину мозкового черепа, вони відповідають антропометричним тім'яним точкам (euryon).
Тім'яні кістки з'єднуються між собою, утворюючи сагітальний шов (sutura sagittalis), розташований якраз у сагітальній площині людського тіла. Також вони з'єднуються з іншими черепними кістками:
- З лобовою кісткою — вінцевим швом (sutura coronalis). У місці сходження сагітального і вінцевого швів у новонароджених розташовується переднє тім'ячко.
- З обох боків зі скроневими кістками — тім'яно-соскоподібним (sutura parietomastoidea) і лускатим (sutura squamosa) швами.
- З потиличною — лямбдоподібним швом (sutura lambdoidea).
- З обох боків зі клиноподібною кісткою — клиноподібно-тім'яним швом (sutura sphenoparietalis)

Поверхня склепіння черепа над тім'яними кістками називається тім'яною ділянкою (regio parietalis).